# 休·伊蘭卡-戴維斯

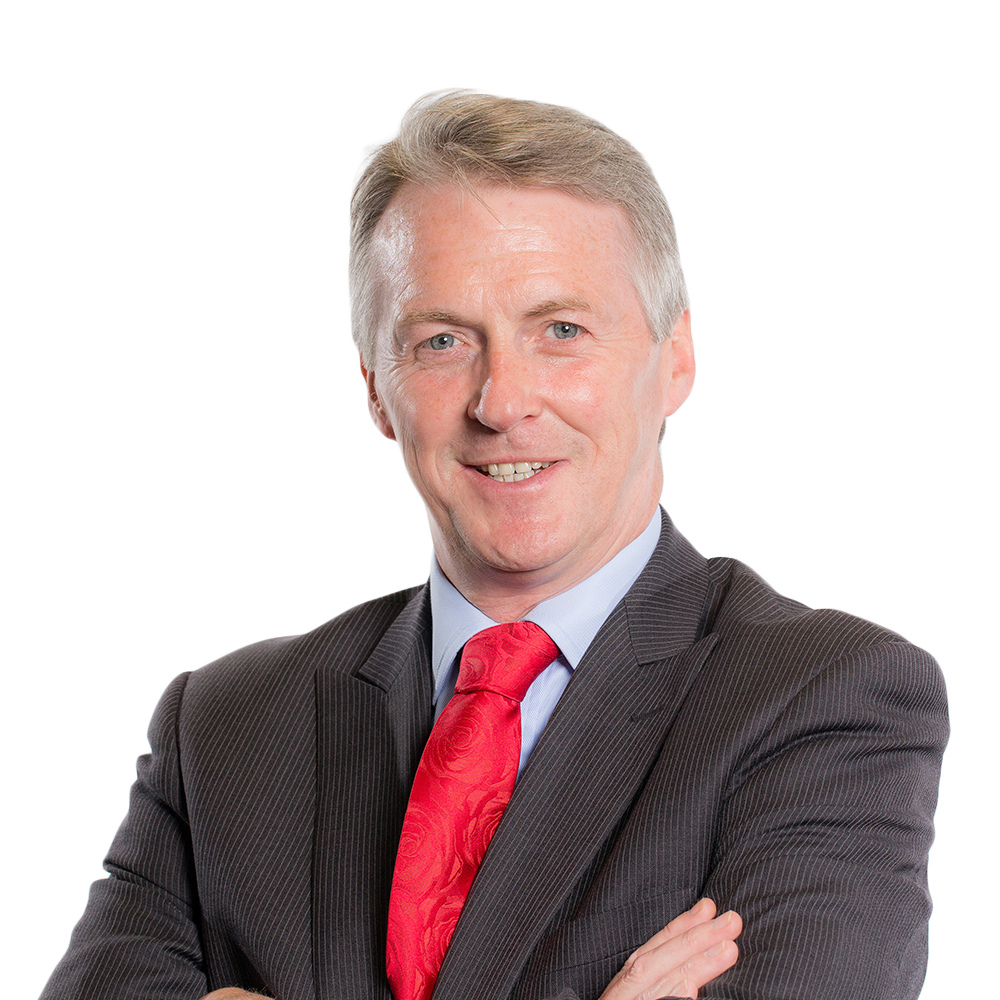

休·伊蘭卡-戴維斯（Huw Irranca-Davies，1963年1月22日—）是一位英國政治人物，他的黨籍是工黨。自2002年開始，他擔任奧格莫爾選區選出的英國下議院議員，並曾擔任影子內閣的農業和食物部長。2016年辭職並轉戰威爾斯議會，並擔任同為奧格莫爾的議員至今。